# Raionul Berezanka, Mîkolaiiv
Berezanka (în ucraineană Березанський район, transliterat: Berezanskîi raion) este un raion în regiunea Mîkolaiiv, Ucraina. Reședința sa este așezarea de tip urban Berezanka.

## Demografie
Componența lingvistică a raionului Berezanka
     Ucraineană (88,87%)
     Rusă (8,27%)
     Română (1,12%)
     Alte limbi (0,35%)
Conform recensământului din 2001, majoritatea populației raionului Berezanka era vorbitoare de ucraineană (88,87%), existând în minoritate și vorbitori de rusă (8,27%) și română (1,12%).